# Кубок Карри
Кубок Карри (англ. Currie Cup) — чемпионат по регби-15, проводимый среди сборных команд провинций ЮАР или их отдельных частей, получивших эту возможность в силу исторических обстоятельств. Сезон кубка проходит с июня по октябрь каждого года. Пять южноафриканских команд выступают в чемпионате Супер Регби, где также выступают коллективы из Австралии и Новой Зеландии. Команды Супер Регби имеют приоритетное право при подборе игроков, поскольку команды кубка Карри, по сути, являются их фарм-клубами.
Первый розыгрыш кубка состоялся в 1889 году. Таким образом, кубок является старейшим межпровинциальным регбийным соревнованием в мире.

## Участники
За кубок сражаются 14 команд. Четыре из них — «Грикуас», «Леопардс», «Натал Шаркс» и «Пумас» — представляют свои провинции целиком. Восточно-Капская провинция представлена двумя командами («Бордер Булдогз» и «Истерн Провинс Кингз»). Провинция Фри-Стейт также делегировала две команды («Фри-Стейт Читаз» и «Гриффонс»). Три команды («Боланд Кавальерс», «СВД Иглз», «Уэстерн Провинс») располагаются в Западно-Капской провинции. Регбисты части Гаутенга играют за команды «Фэлконс» и «Голден Лайонз». Наконец, команда «Блю Буллз» подбирает игроков из всей провинции Лимпопо, а также из двух муниципалитетов Гаутенга.

### Таблица участников
| Клуб                   | Тренер                 | Капитан                   | Стадион                       |
| ---------------------- | ---------------------- | ------------------------- | ----------------------------- |
| «Блю Буллз»            | Пине Пинар             | Девальд Потгитер          | «Лофтус Версфельд»            |
| «Боланд Кавальерс»     | Эйб Дэвидс             | Болла Конради             | «Боланд Стэдиум»              |
| «Бордер Булдогз»       | Пол Фленаган           | Гарет Краузе              | «Баффало Сити Стэдиум»        |
| «Голден Лайонз»        | Йохан Акерманн         | Джей-Си Янсе ван Ренсбург | «Кока-Кола Парк»              |
| «Грикуас»              | Пот Хьюмен             | Райно Барнс               | «ГВК Парк»                    |
| «Гриффонс»             | Урсонд Горгонсола      | Вернер Грисель            | «Норт Уэст Стэдиум»           |
| «Истерн Провинс Кингз» | Мэтт Секстон           | Люк Уотсон                | «Нельсон Мандела Бэй Стэдиум» |
| «Леопардс»             | Йорри Мюллер           | —                         | «Олен Парк»                   |
| «Натал Шаркс»          | Брэд Маклауд-Хендерсон | Киган Дэниэл              | «Кингз Парк»                  |
| «СВД Иглз»             | Бевин Фортуин          | Кабамба Флорс             | «Утеникуа Парк»               |
| «Пумас»                | Джимми Стоунхаус       | Корне Стенкамп            | «Мбомбела Стэдиум»            |
| «Уэстерн Провинс»      | Аллистер Кутзее        | Деон Фурье                | «Ньюлендс»                    |
| «Фри-Стейт Читаз»      | Нака Дротске           | Роберт Эберсон            | «Водаком Парк»                |
| «Фэлконс»              | Джон Уильямс           | Йохан де Брюин            | «Барнард Стэдиум»             |

## Результаты
| Сезон    | Чемпион                    | Счёт    | Финалист             | Стадион                          |
| -------- | -------------------------- | ------- | -------------------- | -------------------------------- |
| 1889     | «Уэстерн Провинс»          | —       | —                    | —                                |
| 1892     | «Уэстерн Провинс»          | —       | —                    | —                                |
| 1894     | «Уэстерн Провинс»          | —       | —                    | —                                |
| 1895     | «Уэстерн Провинс»          | —       | —                    | —                                |
| 1897     | «Уэстерн Провинс»          | —       | —                    | —                                |
| 1898     | «Уэстерн Провинс»          | —       | —                    | —                                |
| 18991    | «Грикуаленд Уэст»          | —       | —                    | —                                |
| 1904     | «Уэстерн Провинс»          | —       | —                    | —                                |
| 1906     | «Уэстерн Провинс»          | —       | —                    | —                                |
| 1908     | «Уэстерн Провинс»          | —       | —                    | —                                |
| 1911     | «Грикуаленд Уэст»          | —       | —                    | —                                |
| 1914     | «Уэстерн Провинс»          | —       | —                    | —                                |
| 1920     | «Уэстерн Провинс»          | —       | —                    | —                                |
| 1922     | «Трансвааль»               | —       | —                    | —                                |
| 1925     | «Уэстерн Провинс»          | —       | —                    | —                                |
| 1927     | «Уэстерн Провинс»          | —       | —                    | —                                |
| 1929     | «Уэстерн Провинс»          | —       | —                    | —                                |
| 1932     | «Бордер»/«Уэстерн Провинс» | —       | —                    | —                                |
| 1934     | «Бордер»/«Уэстерн Провинс» | —       | —                    | —                                |
| 1936     | «Уэстерн Провинс»          | —       | —                    | —                                |
| 1939     | «Трансвааль»               | 17 - 6  | «Уэстерн Провинс»    | «Ньюлендс», Кейптаун             |
| 1946     | «Нортерн Трансвааль»       | 11 - 9  | «Уэстерн Провинс»    | «Лофтус Версфельд», Претория     |
| 1947     | «Уэстерн Провинс»          | 16 - 12 | «Трансвааль»         | «Ньюлендс», Кейптаун             |
| 1950     | «Трансвааль»               | 22 - 11 | «Уэстерн Провинс»    | «Эллис Парк», Йоханнесбург       |
| 1952     | «Трансвааль»               | 11 - 9  | «Боланд»             | Уэллингтон                       |
| 1954     | «Уэстерн Провинс»          | 11 - 8  | «Нортерн Трансвааль» | «Ньюлендс», Кейптаун             |
| 1956     | «Нортерн Трансвааль»       | 9 - 8   | «Натал»              | «Кингз Парк Стэдиум», Дурбан     |
| 1957/592 | «Уэстерн Провинс»          | —       | —                    | —                                |
| 1968     | «Нортерн Трансвааль»       | 16 - 3  | «Трансвааль»         | «Лофтус Версфельд», Претория     |
| 1969     | «Нортерн Трансвааль»       | 28 - 13 | «Уэстерн Провинс»    | «Лофтус Версфельд», Претория     |
| 1970     | «Грикуаленд Уэст»          | 11 - 9  | «Нортерн Трансвааль» | «Де Берс», Кимберли              |
| 1971     | «Трансвааль»               | 14 - 14 | «Нортерн Трансвааль» | «Эллис Парк», Йоханнесбург       |
| 1972     | «Трансвааль»               | 25 - 19 | «Истерн Трансвааль»  | «Пам Бринк Стэдиум», Спрингз     |
| 1973     | «Нортерн Трансвааль»       | 30 - 22 | «Орандж Фри-Стейт»   | «Лофтус Версфельд», Претория     |
| 1974     | «Нортерн Трансвааль»       | 17 - 15 | «Трансвааль»         | «Лофтус Версфельд», Претория     |
| 1975     | «Нортерн Трансвааль»       | 12 - 6  | «Орандж Фри-Стейт»   | «Фри-Стейт Стэдиум», Блумфонтейн |
| 1976     | «Орандж Фри-Стейт»         | 33 - 16 | «Уэстерн Провинс»    | «Фри-Стейт Стэдиум», Блумфонтейн |
| 1977     | «Нортерн Трансвааль»       | 27 - 12 | «Орандж Фри-Стейт»   | «Лофтус Версфельд», Претория     |
| 1978     | «Нортерн Трансвааль»       | 13 - 9  | «Орандж Фри-Стейт»   | «Фри-Стейт Стэдиум», Блумфонтейн |
| 1979     | «Уэстерн Провинс»          | 15 - 15 | «Нортерн Трансвааль» | «Ньюлендс», Кейптаун             |
| 1980     | «Нортерн Трансвааль»       | 39 - 9  | «Уэстерн Провинс»    | «Лофтус Версфельд», Претория     |
| 1981     | «Нортерн Трансвааль»       | 23 - 6  | «Орандж Фри-Стейт»   | «Лофтус Версфельд», Претория     |
| 1982     | «Уэстерн Провинс»          | 24 - 7  | «Нортерн Трансвааль» | «Ньюлендс», Кейптаун             |
| 1983     | «Уэстерн Провинс»          | 9 - 3   | «Нортерн Трансвааль» | «Лофтус Версфельд», Претория     |
| 1984     | «Уэстерн Провинс»          | 19 - 9  | «Натал»              | «Ньюлендс», Кейптаун             |
| 1985     | «Уэстерн Провинс»          | 22 - 15 | «Нортерн Трансвааль» | «Ньюлендс», Кейптаун             |
| 1986     | «Уэстерн Провинс»          | 22 - 9  | «Трансвааль»         | «Ньюлендс», Кейптаун             |
| 1987     | «Нортерн Трансвааль»       | 24 - 18 | «Трансвааль»         | «Эллис Парк», Йоханнесбург       |
| 1988     | «Нортерн Трансвааль»       | 19 - 18 | «Уэстерн Провинс»    | «Лофтус Версфельд», Претория     |
| 1989     | «Уэстерн Провинс»          | 16 - 16 | «Нортерн Трансвааль» | «Ньюлендс», Кейптаун             |
| 1990     | «Натал»                    | 18 - 12 | «Нортерн Трансвааль» | «Лофтус Версфельд», Претория     |
| 1991     | «Нортерн Трансвааль»       | 27 - 15 | «Трансвааль»         | «Лофтус Версфельд», Претория     |
| 1992     | «Натал»                    | 14 - 13 | «Трансвааль»         | «Эллис Парк», Йоханнесбург       |
| 1993     | «Трансвааль»               | 21 - 15 | «Натал»              | «Кингз Парк Стэдиум», Дурбан     |
| 1994     | «Трансвааль»               | 56 - 33 | «Орандж Фри-Стейт»   | «Спрингбок Парк», Блумфонтейн    |
| 1995     | «Натал»                    | 25 - 17 | «Уэстерн Провинс»    | «Кингз Парк Стэдиум», Дурбан     |
| 1996     | «Натал Шаркс»              | 33 - 15 | «Голден Лайонз»3     | «Эллис Парк», Йоханнесбург       |
| 1997     | «Уэстерн Провинс»          | 14 - 12 | «Фри-Стейт Читаз»4   | «Ньюлендс», Кейптаун             |
| 1998     | «Блю Буллз»5               | 24 - 20 | «Уэстерн Провинс»    | «Лофтус Версфельд», Претория     |
| 1999     | «Голден Лайонз»            | 32 - 9  | «Натал Шаркс»        | «Кингз Парк Стэдиум», Дурбан     |
| 2000     | «Уэстерн Провинс»          | 25 - 15 | «Натал Шаркс»        | «АБСА Стэдиум», Дурбан           |
| 2001     | «Уэстерн Провинс»          | 29 - 24 | «Натал Шаркс»        | «Ньюлендс», Кейптаун             |
| 2002     | «Блю Буллз»                | 31 - 7  | «Голден Лайонз»      | «Эллис Парк», Йоханнесбург       |
| 2003     | «Блю Буллз»                | 40 - 19 | «Натал Шаркс»        | «Лофтус Версфельд», Претория     |
| 2004     | «Блю Буллз»                | 42 - 33 | «Фри-Стейт Читаз»    | «Лофтус Версфельд», Претория     |
| 2005     | «Фри-Стейт Читаз»          | 29 - 25 | «Блю Буллз»          | «Лофтус Версфельд», Претория     |
| 2006     | «Фри-Стейт Читаз»          | 28 - 28 | «Блю Буллз»6         | «Фри-Стейт Стэдиум», Блумфонтейн |
| 2007     | «Фри-Стейт Читаз»          | 20 - 18 | «Голден Лайонз»      | «Фри-Стейт Стэдиум», Блумфонтейн |
| 2008     | «Натал Шаркс»              | 14 - 9  | «Блю Буллз»          | «АБСА Стэдиум», Дурбан           |
| 2009     | «Блю Буллз»                | 36 - 24 | «Фри-Стейт Читаз»    | «Лофтус Версфельд», Претория     |
| 2010     | «Натал Шаркс»              | 30 - 10 | «Уэстерн Провинс»    | «АБСА Стэдиум», Дурбан           |
| 2011     | «Голден Лайонз»            | 42 - 16 | «Натал Шаркс»        | «Эллис Парк», Йоханнесбург       |
| 2012     | «Уэстерн Провинс»          | 25 - 18 | «Натал Шаркс»        | «АБСА Стэдиум», Дурбан           |

1 «Уэстерн Провинс» и «Трансвааль» не участвовали.

2 Турнир проводился в течение двух сезонов.

3 Команда «Трансвааль» сменила название на «Гаутенг Лайонз». Ныне клуб известен под брендом «Голден Лайонз».

4 Команда «Орандж Фри-Стейт» сменила название на «Фри-Стейт Читаз».

5 Команда «Нортерн Трансвааль» сменила название на «Блю Буллз».

6 «Фри-Стейт Читаз» и «Блю Буллз» разделили титул.

## Сильнейшие клубы
| Клуб              | Число титулов | Примечания              | Последний титул |
| ----------------- | ------------- | ----------------------- | --------------- |
| «Уэстерн Провинс» | 33            | четыре титула разделены | 2012            |
| «Блю Буллз»       | 23            | четыре титула разделены | 2009            |
| «Голден Лайонз»   | 10            | один титул разделён     | 2011            |
| «Натал Шаркс»     | 6             |                         | 2010            |
| «Фри-Стейт Читаз» | 4             | один титул разделён     | 2007            |
| «Грикуас»         | 3             |                         | 1970            |
| «Бордер Булдогз»  | 2             | два титула разделены    | 1934            |

## Статистика

### Лидеры по числу матчей
| Спортсмены        | Клуб(ы)                              | Сезоны    | Матчи |
| ----------------- | ------------------------------------ | --------- | ----- |
| Хельгард Мюллер   | «Фри-Стейт Читаз»                    | 1983—1998 | 142   |
| Руди Визажи       | «Фри-Стейт» / «Натал» / «Мпумаланга» | 1980—1996 | 141   |
| Крис Баденхорст   | «Фри-Стейт Читаз»                    | 1987—1999 | 136   |
| Бюргер Гелденхюйс | «Блю Буллз»                          | 1977—1989 | 128   |
| Андре Жюбер       | «Фри-Стейт» / «Натал»                | 1986—1999 | 126   |

### Лидеры по числу очков
| Спортсмены      | Клуб(ы)                                      | Сезоны    | Очки |
| --------------- | -------------------------------------------- | --------- | ---- |
| Наас Бота       | «Нортерн Трансвааль»                         | 1977—1992 | 1699 |
| Виллем де Вааль | «Леопардс» / «Фри-Стейт» / «Уэстерн Провинс» | 2002—2010 | 1412 |
| Эрик Херберт    | «Гриффонс» / «Фри-Стейт»                     | 1986—2001 | 1402 |
| Де Вет Рас      | «Фри-Стейт» / «Натал»                        | 1974—1986 | 1210 |
| Андре Жюбер     | «Фри-Стейт» / «Натал»                        | 1986—1999 | 1165 |